# Anexochus crassicornis
Anexochus crassicornis är en insektsart som beskrevs av Alan C. Eyles 2001. Anexochus crassicornis ingår i släktet Anexochus och familjen ängsskinnbaggar. Inga underarter finns listade i Catalogue of Life.